# Gaston du Bousquet
Jean Gaston du Bousquet (1839-1910) est un ingénieur centralien français né en Belgique, concepteur de locomotives à vapeur pour la Compagnie des chemins de fer du Nord. 

## Biographie
Jean Gaston du Bousquet est né le  20 août 1839 à Liège
Dessinateur aux ateliers de Fives-Lille et concepteur de locomotives, Gaston du Bousquet assure un cours de machines aux élèves-ingénieurs de l'Institut industriel du Nord (École centrale de Lille) pendant 17 ans de 1872 à 1888. Il devient ingénieur en chef traction à la Compagnie des chemins de fer du Nord à partir de 1890. Il obtient une médaille d'or à l'Exposition universelle de 1894. 
Il noua des coopérations fructueuses avec Alfred de Glehn et Édouard Beugniot, tous deux travaillant au service locomotives de la Société alsacienne de constructions mécaniques. Il introduisit le procédé de double expansion de la vapeur (compoundage) sur les locomotives du réseau Nord, avec l'aide industrielle d'Alfred de Glehn, ingénieur à la Société Alsacienne de Constructions Mécaniques (SACM). Il est président de la Société des ingénieurs civils de France en 1894.
Il meurt à Paris le 24 mars 1910.

## Locomotives Du Bousquet
Il conçut entre autres les locomotives suivantes :
- Atlantic Nord 2.241 à 2.276 futures 2-221 A SNCF.
- Ten Wheel Nord 3.513 à 3.662 futures 2-230 D 1 à 149 de la SNCF.
- Ten Wheel Ceinture, 51 à 65, puis  230 T Nord 3.701 à 3.715.
- Locomotives-tender articulées utilisant le système Meyer et futures 2-031+130 TA et TB SNCF.
- Prototypes Baltic type 232 3.1101 et 3.1102 dont le décès du concepteur empêcha la mise au point. [réf. nécessaire].

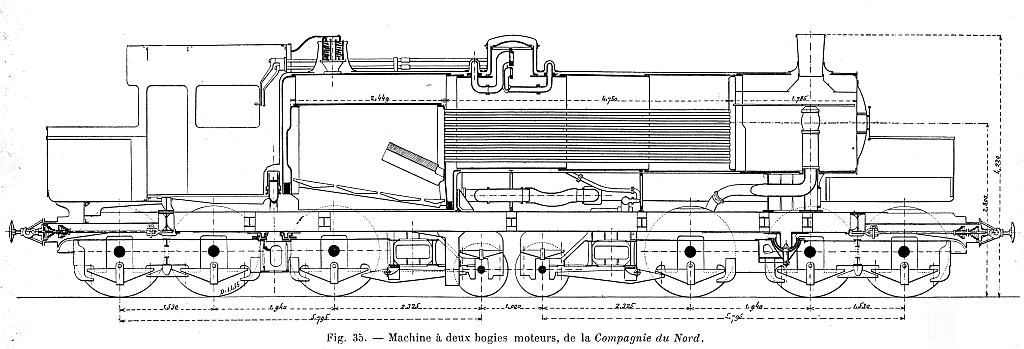
Plan locomotive articulée 031+130.
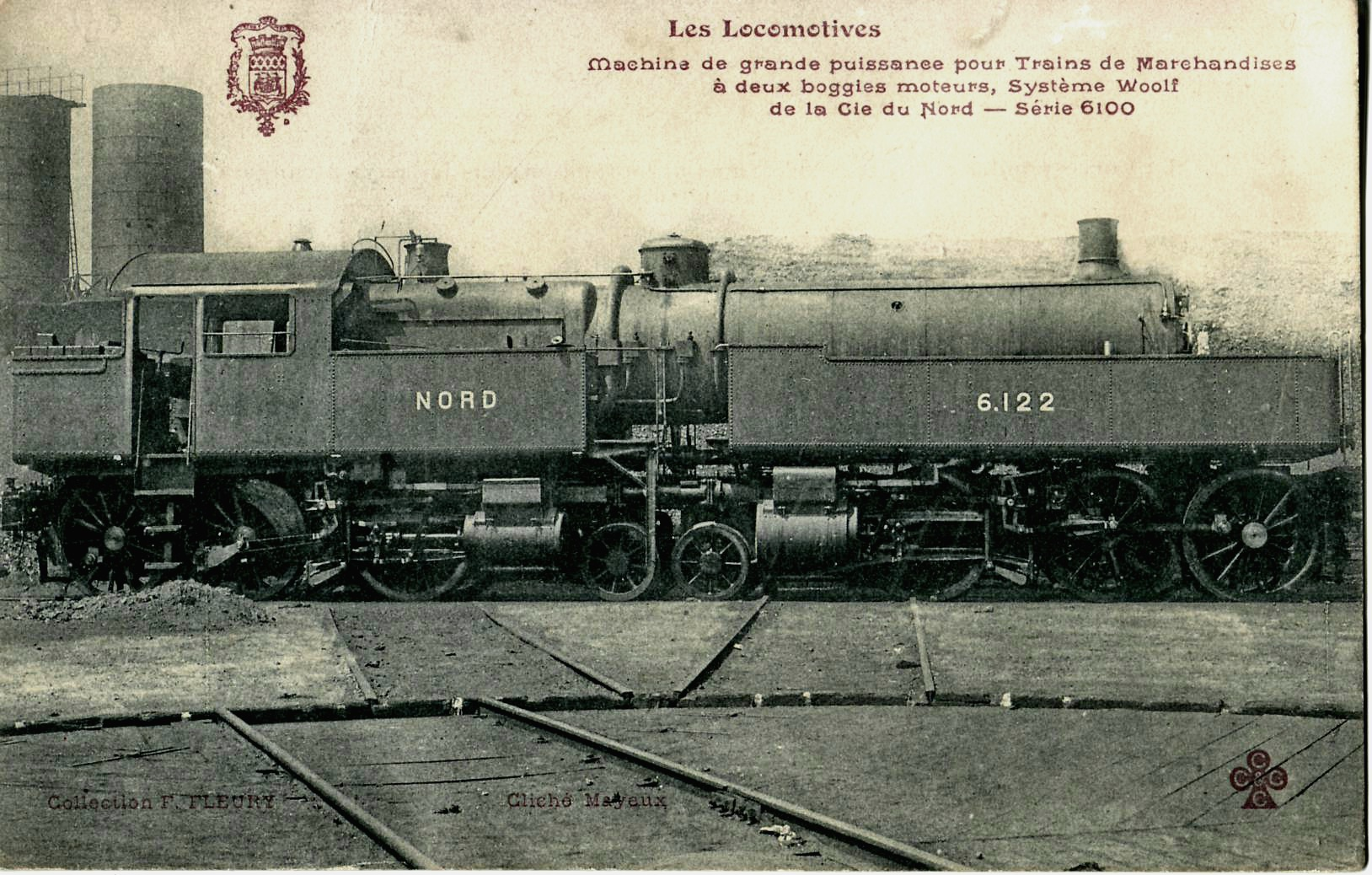
Locomotive 6.122 du Nord, en service sur la Grande Ceinture.
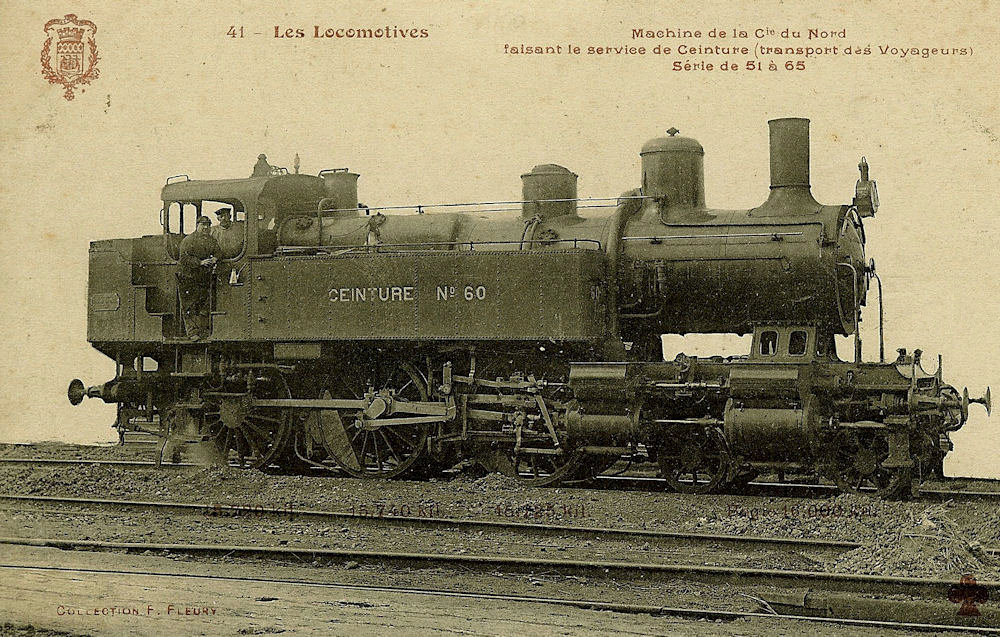
Locomotive type 230 N°51 à 65 des chemins de fer de Ceinture.

## Hommage
- Officier de la Légion d'honneur[4],[1].